# Guanahani

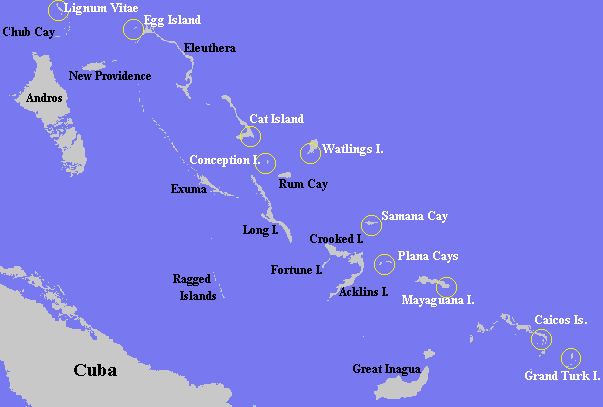
ilhas Bahamas: marcadas com um círculo podem ser vistas as ilhas identificadas como Guanahani.

Guanahani é o nome indígena da ilha na qual desembarcou Cristóvão Colombo a 12 de outubro de 1492, quando chegou pela primeira vez à América, e que designou como São Salvador. A ilha era habitada pelo povo lucaio ou taino. Guanahani é uma das ilhas do arquipélago das Antilhas, mais precisamente nas Bahamas. Contudo, a identificação exata da ilha do desembarque de Colombo é ainda matéria de debate.

## Dados históricos

### Carta de Cristóvão Colombo
A 29 de abril de 1493, foi publicada, em Barcelona, uma carta de Colombo ao Escribano de Ración na que se anunciava o Descobrimento. Trata-se do primeiro documento impresso que menciona o nome de Guanahani, mas sem fornecer nenhum dado sobre a ilha:
| “ | À primeira ilha que eu encontrei, pus o nome São Salvador em homenagem a Sua Alta Majestade, à qual maravilhosamente tudo isto dou; os Índios chamam-na Guanaham; à segunda, pus o nome de ilha de Santa Maria da Conceição; à terceira, Fernandina; à quarta, Isabela; à quinta, ilha Joana, e assim, a cada uma, um nome novo. | ” |

### Mapa de Juan de la Cosa

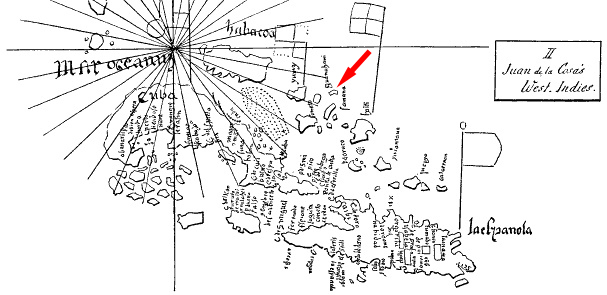
A ilha de Guanahani no mapa de Juan de la Cosa, assinalada com uma flecha vermelha.

No mapa de Juan de la Cosa, realizado em redor de 1500, figura pela primeira vez o topônimo Guanahani. Aparece como uma pequena ilha a noroeste de Cuba, no atual arquipélago das Bahamas. Curiosamente, o mapa não menciona nenhum fato particular sobre a ilha nem lhe dá um tratamento gráfico particular.

### Pedro Mártir
O italiano Pedro Mártir de Anglería, que ocupou postos de responsabilidade nas cortes dos Reis Católicos e dos seus sucessores, narrou as viagens de Colombo numa série de epístolas escritas em latim e compiladas na obra De Orbe Novo, cuja primeira parte ou "década" foi impressa em 1511. No relato da Primeira Viagem, Mártir afirma que Colombo visitou "seis ilhas" mas não especifica qual foi a primeira avistada e cita apenas os nomes de Joana e a Espanhola. Contudo, depois, ao explicar a Segunda Viagem, Mártir menciona que "durante a sua primeira viagem, o Almirante tomara consigo um nativo de Guanahani  (uma ilha perto de Cuba), ao que chamara Diego Colombo e ao que criara junto aos seus próprios filhos".

### Fernández de Oviedo
Uma das primeiras crônicas do Descobrimento foi a que publicou Gonzalo Fernández de Oviedo em 1535. Acrescenta mais informação sobre Guanahani, situando-a no arquipélago dos Lucaios (as Bahamas):
| “ | ...desde a nau capitana viu-se a ilha que os indianos chamam de Guanahani. (...) é uma das ilhas que dizem dos Lucaios (...). Naquela ilha de Guanahani o almirante e os que com ele iam vista de indianos e gente despida, e ali deram notícia da ilha de Cuba. E como pareceram depois muitos ilhéus que estão juntos e em torno de Guanahani, começaram os cristãos a chamá-las ilhas Brancas (porque assim o são pela muita areia), e o almirante pôs nome às Princesas, porque foram o princípio da vista destas Índias. E arribou a elas, em especial à de Guanahani, e esteve entre ela e outra que se diz Caycos; mas não tomou terra em nenhuma delas, segundo afirma Hernan Perez Matheos, piloto que hoje está nesta cibdade de Sancto Domingo, que diz que se encontrou ali. Mas a outros muitos ouvi dizer que o almirante baixou em terra na ilha de Guanahani é a chamou Sanct Salvador; e isto é o mas certo e o que se deve crer disso. E dali veio a Baracoa, porto da ilha de Cuba da banda do norte... | ” |

### Fernando Colombo
Fernando Colombo, filho não reconhecido de Cristóvão Colombo, escreveu uma biografia do seu pai na que detalha cada uma das suas viagens. Esta obra foi escrita na década de 1530 mas não foi impressa até 1571, em Veneza. Nela repete-se a lista das ilhas descobertas na Primeira Viagem:
| “ | ...a Sexta-Feira 19 de outubro passaram a outra ilha chamada Samoeto e à que o Almirante deu o nome de Isabela, para guardar uma ordem nas suas denominações: à primeira, denominada pelos indianos Guanahani, à qual chamou São Salvador, para glória de Deus que a manifestara e o salvara de muitos perigos; à segunda, pela devoção que tinha à conceição da Virgem, e porque o seu favor é o principal que têm os cristãos, chamou-a Santa Maria da Conceição; à terceira, chamada pelos indianos ...?, batizou-a como Fernandina em honra do rei Dom Fernando; e à quarta como Isabela por respeito da sua majestade a rainha Dona Isabel. A seguinte que encontrou, ou seja, Cuba, chamou-a Joana, na honra do príncipe Dom João, herdeiro de Castela... | ” |

Fernando dá alguns dados geográficos sobre Guanahani, mencionando uma lagoa, um grande porto e uma península:
| “ | ...tratava-se de uma ilha de quinze léguas de comprimento, chã e sem montanhas, cheia de árvores muito verdes e transparentes águas e com uma grande lagoa no meio. Era povoada por muitas pessoas... | ” |

| “ | O domingo seguinte, 14 de outubro, o Almirante percorreu com as lanchas a costa da ilha em direção noroeste, para ver o que havia em redor dela. Na zona visitada encontrou uma grande enseada ou porto, suficiente para dar cabida a todos os barcos da cristandade.(...) Chegou por fim a uma península que dificilmente se poderia rodear por mar em três dias, habitável, e onde se poderia construir um bom forte. Ali viu seis casas dos mesmos indianos, com uns jardins ao redor tão floridos quanto os que há em Castela no mês de maio. | ” |

### Bartolomé de las Casas

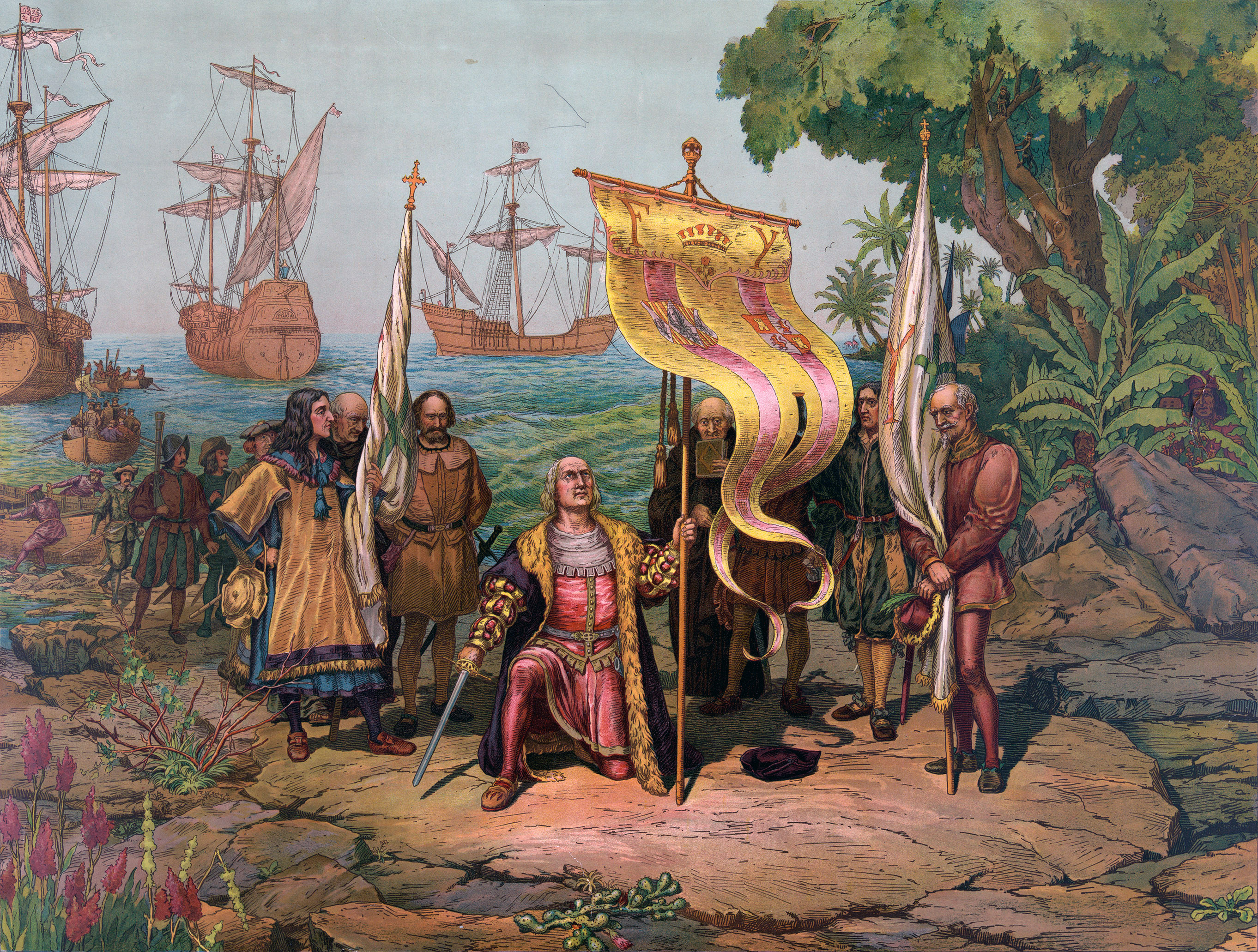
Representação do desembarque de Colombo em Guanahani inspirada no relato de Bartolomé de las Casas(1893).

A História das Índias do freire e bispo Bartolomé de las Casas é considerada a principal fonte de informação sobre a Primeira Viagem de Colombo porque inclui, segundo o autor, transcrições literais do livro de bordo do Almirante. De las Casas afirma começar a escrever a sua obra por volta de 1527, mas somente a afrontou com força na segunda metade da década de 1540, quando obteve acesso à biblioteca privada de Fernando Colombo em Sevilha. A obra ficou em manuscrito e foi esquecida até o seu redescobrimento em 1791. Os seguintes são extratos desse documento.
O resume do Diário de Colombo conta assim o momento da chegada a Guanahani: 
| “ | Quinta-feira 11 de outubro:... Às duas horas após meia-noite pareceu a terra, da qual estariam duas léguas. Amainaram todas as velas e ficaram com o treu, que é a vela grande, sem bonetas e puseram-se à corda temporizando até a Sexta-Feira, que chegaram a um ilhéu dos Lucaios, que se chama em língua de indianos Guanahani. Depois viram gente despida, e o almirante saiu para terra com a barca armada e Martín Alonso Pinzón e Vicente Anes, o seu irmão, que era capitão da Niña. Tirou o almirante a bandeira real e os capitães com duas bandeiras da Cruz Verde, que levava o almirante em todos os navios por senha, com uma F e uma E, em cima de cada letra da sua coroa, uma de um cabo da cruz e outra do outro. Postos em terra viram árvores muito verdes e águas muitas e frutas de diversas maneiras. O almirante chamou os dois capitães e os demais que saltaram para terra, e Rodrigo de Escobedo, escribano de toda a armada, e a Rodrigo Sánchez de Segovia, e disse que lhe desem por fé e testemunho como ele por ante todos tomava, domo de fato tomou, posse da ilha pelo rei e pela rainha os seus senhores, fazendo as protestações que se requeriam, como mais longo se contêm nos testemunhos que ali foram feitos por escrito. Depois juntaram-se ali muitas pessoas da ilha. | ” |

A ilha era habitada pelo povo Lucaio ou Taino. O texto supracitado é o primeiro no que os europeus usam o termo "índios" para denominar os povoadores da América, palavra que deriva do erro que cometeram ao acreditar que a ilha Guanahani se encontrava na zona oriental do continente asiático, que os europeus de então confundiam com a Índia. Os tainos organizaram uma sociedade agrária, relativamente avançada, baseada no cultivo do milho, da mandioca e do algodão, incluindo outros importantes cultivos como o mani, a pimenta, a ananás, a batata e o tabaco. O próprio Colombo relata no seu diário que cultivavam abóboras e algodão e que possuíam casas e "hortas de árvores".

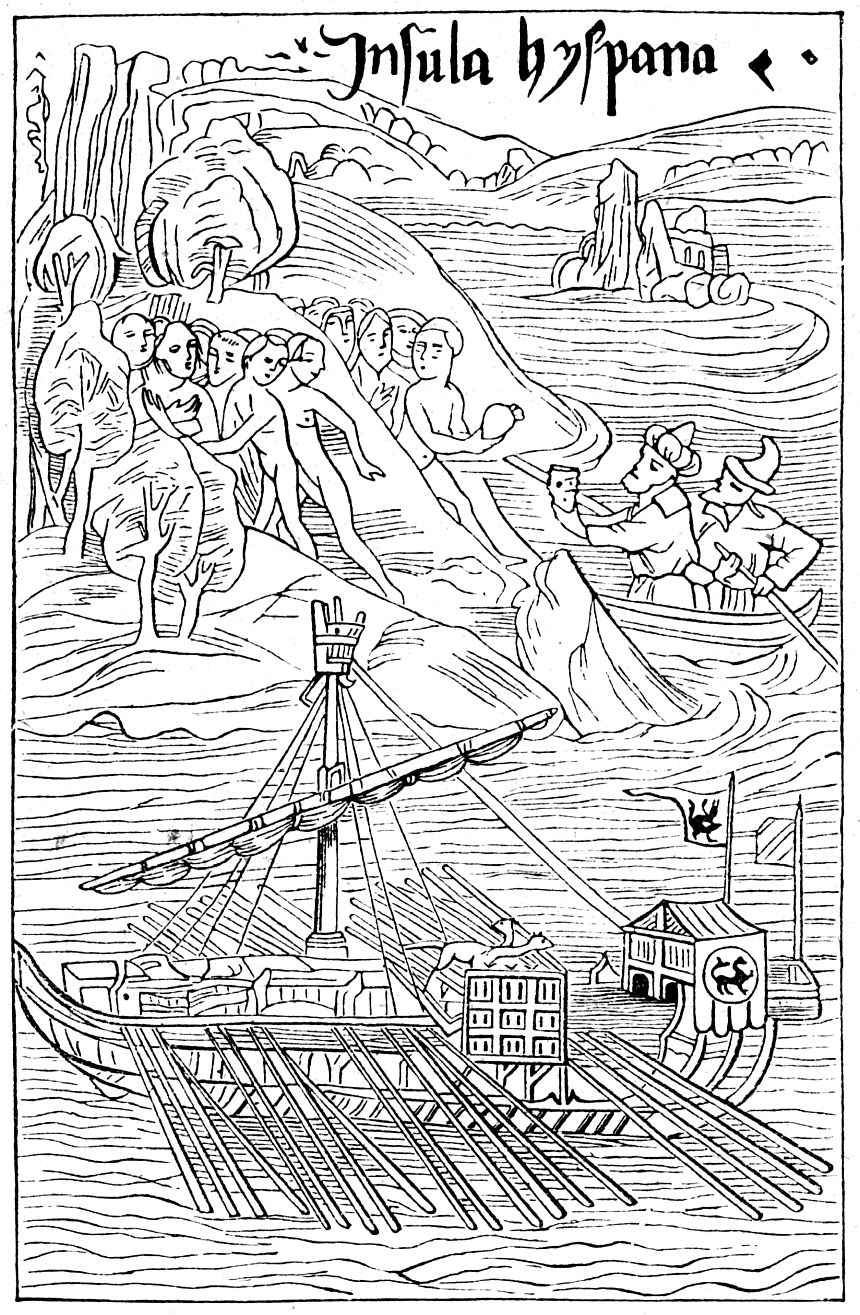
Colombo desembarca em Guanahani.

Tainos e espanhóis trocaram produtos pacificamente, mas aqueles não tinham posses de ouro, principal produto que procuravam os espanhóis. Ao dia seguinte, o Diário comentava:
| “ | Sábado 13 de outubro:... :... Eu estava atento e trabalhava de saber se havia ouro e vi que alguns deles traziam um pedaço pendurado num buraco que têm na nariz. E por senhas pude entender que indo para o Sul ou voltando à ilha pelo Sul, que estava ali um rei que tinha grandes copos disso, e tinha muito muito. | ” |

Contudo, apesar da boa relação entre tainos e espanhóis, Colombo já pensava em Guanahani, na possibilidade de escravizá-los :
| “ | Domingo 14 de outubro:... podem levá-los todos para Castela ou tê-los na mesma ilha cativos, porque com cinquenta homens poderão ser todos subjugados e os farão fazer o que quiserem. | ” |

O resume do Diário descreve Guanahani assim:
| “ | Sábado 13 de outubro:... Esta ilha é bem grande e muito chã e de árvores muito verdes e muitas águas e uma lagoa no meio muito grande, sem nenhuma montanha, toda ela muito verde, que é prazer olhar para ela. | ” |

Também dá informação sobre a posição da ilha, afirmando que a sua latitude é a mesma que a das Canárias:
| “ | Sábado 13 de outubro:...está Leste Oeste com a ilha de Hierro, em Canária, sob uma linha. | ” |

Colombo abandonou Guanahani o domingo 14 de outubro pela tarde: 
| “ | Domingo 14 de outubro:... Eu olhei para tudo aquele porto e depois voltei para a nau e diz a vela, e vi tantas ilhas que eu não sabia determinar a qual ir primeiro. E aqueles homens que eu tinha tomado me diziam por senhas que eram tantas e tantas que não havia número, e chamaram pelo seu nome mais de cento. Finalmente, eu olhei para a maior e àquela determinei ir, e assim faço, e será longe desta de São Salvador cinco léguas e as outras delas mais, delas menos. Todas são muito chãs, sem montanhas e muito férteis e todas povoadas e fazem guerra a uma com a outra... | ” |

### López de Gómara
Na sua Historia general de las Indias (1552), Francisco López de Gómara situa também Guanahani nas Bahamas:
| “ | A terra que primeiro viram foi Guanahani, uma das ilhas Lucaios, que caem entre a Florida e Cuba, na qual se tomou depois terra, e a posse das Índias e Novo-Mundo, que Colombo descobria pelos Reis de Castela. De Guanabani foram a Barucoa, porto de Cuba, no que tomaram certos índios; e tornando atrás à ilha de Haiti, botaram âncoras no porto que chamou Colombo de "Real". | ” |

## Candidatas
A localização exata da ilha de Guanahani é complexa devido à circunstância de o livro de bordo de Colombo se ter perdido e a única evidência disponível encontrar-se no resumo realizado por Bartolomé de las Casas.

### Candidatas mais prováveis

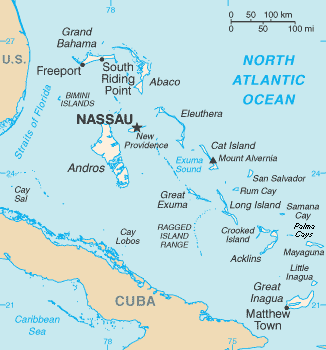
Mapa de Bahamas.

- Cayo Samaná (Samana Cay). Cayo Samaná encontra-se no centro Leste do grupo das Bahamas. Foi proposta como candidata pela primeira vez em 1882 por Gustavus V. Fox, um capitão da marinha norte-americana.[10] A teoria de Fox foi pouco conhecida até 1986 Luis Marden e a sua esposa, a matemática Ethel Cox Marden da National Geographic Society, realizarem detalhados cálculos e repetiram a viagem de Colombo desde as ilhas Canárias, para concluir que Guanahani era Cayo Samaná.[11][12] Atualmente esta hipótese é sustentada pela National Geograhic Society e é considerada como uma das candidatas mais prováveis.[13]

- Cayos Franceses ou Cayos Plana (Plana Cays ou French Cays). Encontram-se a sul de Cayo Samaná e a oeste da ilha Mayaguana. A possibilidade de Guanahani ser o cayo mais ocidental do grupo foi proposta inicialmente pelo almirante dominicano Ramón Julio Didiez Burgos[14] em 1974 e revisada por Keith A. Pickering em 1994.[15]

### Candidatas menos prováveis

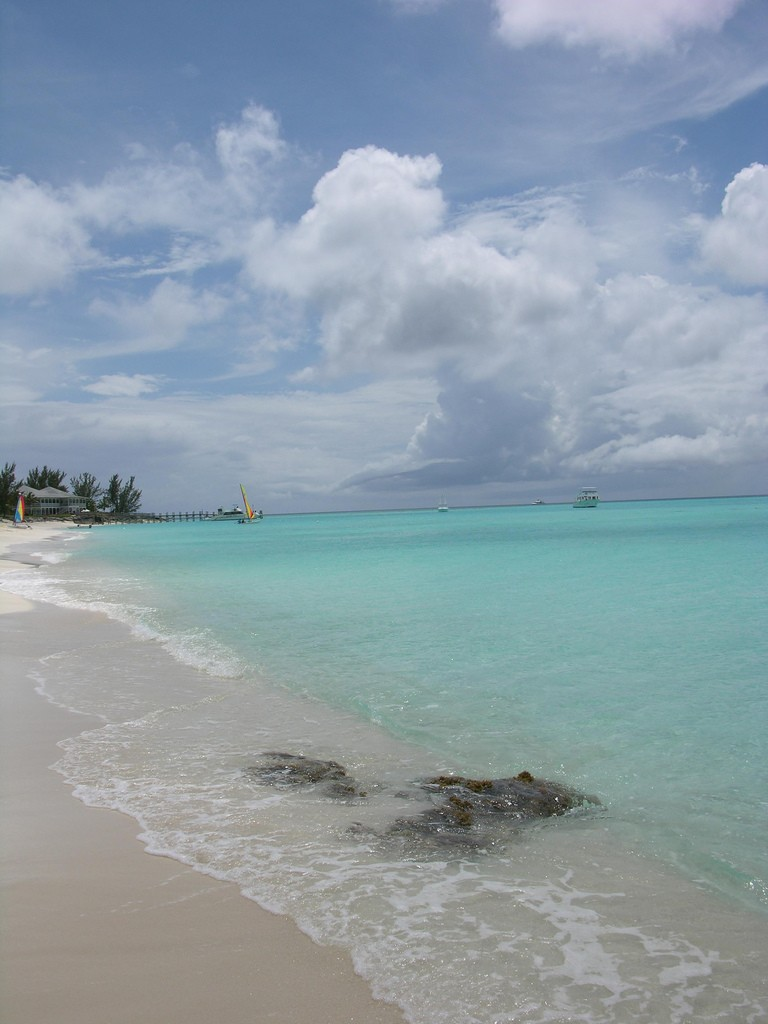
Bahamas. Uma praia como esta foi o lugar do desembarque de Cristóvão Colombo a 12 de outubro de 1492.

- São Salvador/Watling. A ilha chamada atualmente São Salvador, denominada Watling até 1925 foi amplamente aceite como o sítio até o que chegara Colombo até a National Geograhic realizar a sua pesquisa sobre o tema em 1986. Encontra-se situada a nor-noroeste de Cayo Samaná. Esta hipótese foi estabelecida pelo espanhol Antonio María Manrique em 1890, que também propôs que a ilha voltasse a ser denominada Guanahani.[16] Em 1925 a ilha tomou o nome de São Salvador, que até esse momento levava a ilha Gato (Cat Island), mas não Guanahani. A ilha não corresponde exatamente com a descrição realizada por Colombo, devido a que segundo escreveu no seu Diário que Guanahani tinha um arrecife que a circundava completamente, algo que não sucede em São Salvador/Watling, na que sim há um arrecife, mas não tudo em redor da ilha.
- ilha Mayaguana. Localizada a leste e muito perto do Cayo Samaná e os Cayos Franceses. Foi proposta pelo brasileiro Francisco Varnhagen em 1825.
- A ilha Grand Turk (Grand Turk Island). É a ilha principal e sede do governo local do território britânico das ilhas Turks e Caicos. Encontra-se a sudeste da ilha Mayaguana. Foi proposta por Martín Fernandez de Navarrete em 1824 e Robert Power em 1983.

### Candidatas improváveis
- ilha Conceição (Conception Island). Foi proposta por R.T. Gould em 1943.[17]
- Caicos do leste (East Caicos). Proposta por Pieter Verhoog em 1947.[18]
- ilha Gato (Cat Island). A ilha Gato encontra-se imediatamente a norte do Salvador/Watlings e era amplamente considerada como Guanahani até o resumo do livro de bordo de Colombo realizado por Bartolomé de las Casas ser redescoberto em 1791 e publicado em 1875-1876.[19] As descrições de Colombo sobre Guanahani, imediatamente descartaram a possibilidade de ser a ilha Gato. Primeiro porque a ilha Gato (Cat) não tem arrecife, enquanto Guanahani tem um grande arrecife que a circunda. Os defensores desta hipótese sustêm os seus argumentos em antigos mapas. Um dos mais importantes partidários foi o explorador canadense Alexander Mackenzie.
- ilha Ovo (Egg Island). Proposta por Arne Molander em 1981.[20]
- Cayo Lignum Vitae (Lignum Vitae Cay). Proposto por John Winslow em 1989.[21]

## Pistas

### A rota transatlântica
Um modo de localizar Guanahani é seguir as distâncias e direções que Colombo deu no seu diário de navegação. Este encadeamento leva a um ponto situado cinco milhas náuticas a sul da ilha Waitling (Salvador). Porém, tomando em consideração as correntes marinhas e ventos, tal e qual fizeram Luis Marden e Ethel Cox Marden em 1986,  a rota leva a um ponto a sudeste de Cayo Samaná. E levando em conta o desvio da bússola, a rota leva para um ponto a sul de Cayos Plana e a leste da ilha Acklins. Finalmente pôde ter existido deriva errática das naves, bem como desarranjos da bússola, complicando ainda mais a determinação precisa do local utilizando este método.

### A descrição de Guanahani
Colombo descreve a ilha no seu Diário assim:
| “ | Sábado 13 de outubro:... Esta ilha é bem grande e muito chã e de árvores muito verdes e muitas águas e uma lagoa no meio muito grande, sem nenhuma montanha, toda ela muito verde, que é prazer olhá-la. | ” |

Todas as ilhas propostas são chãs, arvoradas e possuem uma lagoa. Apenas a ilha Caicos do Leste não tem lagoa.
Como o descreve no seu Diário a  14 de outubro Colombo fez um trajeto em barco ao lado Leste da ilha seguindo um rumo nor-nordeste:
| “ | Domingo 14 de dezembro: Ao amanhecer mandei endireitar o batel da nau e as barcas das caravelas, e foi ao longo da ilha, no caminho do norte-nordeste, para ver a outra parte, que era a outra parte de leste, que havia. | ” |

Este trajeto é possível apenas em Cayos Plana, Conceição, Ovo (Egg) e, até certo ponto, em Cayo Samaná.
Colombo também indica no seu diário um arrecife que rodeia a ilha toda:
| “ | Domingo 14 de dezembro:... Mas eu tinha de ver uma grande restinga de pedras que perto toda aquela ilha em volta e entre médias fica fundo e porto para quantas naus há em toda a cristandade, e a entrada disso muito estreita. | ” |

Todas as ilhas propostas, exceto Gato (Cat), têm arrecife, mas a do Salvador (Waitling) não circunda completamente a ilha. Por outro lado, o espaço interno na ilha Ovo (Egg) é pequeno demais para coincidir com a descrição de Colombo ("cabem todos os barcos da cristandade").